# Pontinus nematophthalmus
Pontinus nematophthalmus és una espècie de peix pertanyent a la família dels escorpènids que es troba a l'Atlàntic occidental: des de Florida i les Bahames fins al nord-est del Brasil.
És un peix marí, demersal i de clima tropical que viu entre 82-410 m de fondària. Fa 14 cm de llargària màxima. És inofensiu per als humans.